# Siete maravillas de Colombia
Las Siete maravillas de Colombia fue un concurso organizado y patrocinado en 2007 por el periódico El Tiempo para seleccionar las mejores maravillas del país. 

## Sistema de votación y elecciones
En un principio, la idea original era la de exaltar y reconocer el legado de las mejores edificaciones y estructuras construidas por el hombre. Así como ha sucedido con otros monumentos a nivel internacional, el periódico El Tiempo convocó a todos los lectores del país a que participaran de la propuesta de elección de las mejores estructuras. Como punto de referencia, el periódico indicó una serie de condiciones básicas y necesarias para la elección, entre ellas, el hecho de haber sido construida por el hombre, permanecer en cualquier parte del territorio colombiano, poseer interés cultural y patrimonial, gozar de excelentes cualidades arquitectónicas y también la de ser «un bien inmueble» terminado y completado.
El concurso se desarrolló en tres etapas, en la primera, se invitó a todos los lectores del periódico a postular sus monumentos, aquellos que, por su historia y naturaleza, fueran dignas de admirar. Como resultado, cerca de 1119 personas presentaron sus propuestas; esto dejó como resultado 225 ejemplares que, posteriormente, fueron analizadas y evaluadas rigurosamente por un comité especializado en temas culturales, entre ellos, Juan Luis Mejía Arango, quien se había desempeñado como Ministro de Cultura en 2004. Durante la segunda etapa, los especialistas seleccionaron los 21 monumentos más emblemáticos del país, a los cuales, se les otorgaría un puntaje producto de las votaciones. En la tercera y última etapa los lectores adscritos al periódico realizaron las respectivas votaciones durante dos semanas, el plazo estipulado.

## Las siete maravillas
| Imagen | Sitio                                       | Municipios                                           | Departamentos | Votos |
| ------ | ------------------------------------------- | ---------------------------------------------------- | ------------- | ----- |
|        | Catedral de Sal de Zipaquirá                | Zipaquirá                                            | Cundinamarca  | 6654  |
|        | Santuario de Las Lajas                      | Ipiales                                              | Nariño        | 5340  |
|        | Parque Arqueológico de San Agustín          | San Agustín                                          | Huila         | 4680  |
|        | Arquitectura militar de Cartagena de Indias | Cartagena                                            | Bolívar       | 4389  |
|        | Ciudad Perdida                              | Parque nacional natural Sierra Nevada de Santa Marta | Magdalena     | 4374  |
|        | Parque Arqueológico de Tierradentro         | Inzá                                                 | Cauca         | 2787  |
|        | Teatro Colón                                | Bogotá                                               | Cundinamarca  | 2785  |

## Otros finalistas

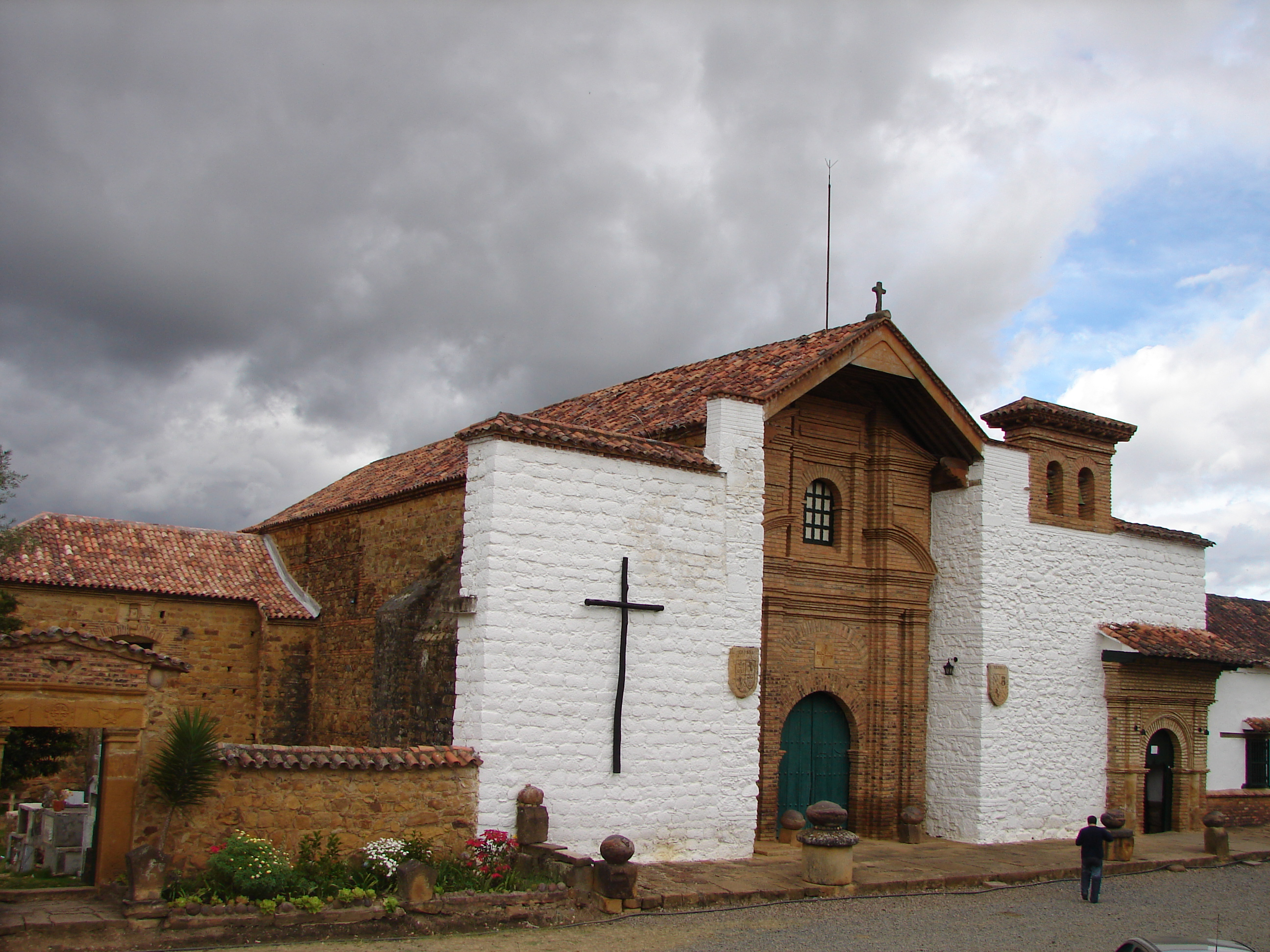
Convento del Ecce Homo, cerca de Villa de Leyva.

- Quinta de San Pedro Alejandrino – 2783 votos
- Trabajos hidráulicos de los Zenú en la Depresión momposina – 2661
- Plaza principal de Villa de Leyva – 2598
- Puente de Occidente entre Olaya y Santa Fe de Antioquia – 2476
- Iglesia de Santa Bárbara en Santa Cruz de Mompox – 2057
- Muelle de Puerto Colombia, Atlántico – 1893
- Museo Nacional de Colombia – 1915
- Plaza de Bolívar – 1894
- Convento del Santo Ecce Homo en Sutamarchán – 1849 votos
- Plaza principal de Barichara – 1822
- Túnel de La Quiebra en el corregimiento de Santo Domingo, Antioquia – 1782
- Capitolio Nacional – 1626
- Catedral Metropolitana de Medellín – 1624
- Museo de Antioquia – 1191